# Olpidium paradoxum
Olpidium paradoxum är en svampart som beskrevs av Glockling 1998. Olpidium paradoxum ingår i släktet Olpidium och familjen Olpidiaceae.   Inga underarter finns listade i Catalogue of Life.